# Aphelandra guayasii
Aphelandra guayasii är en akantusväxtart som beskrevs av Wasshausen. Aphelandra guayasii ingår i släktet Aphelandra och familjen akantusväxter. Inga underarter finns listade i Catalogue of Life.